# Kumho Tire
Kumho Tire Co., Inc. (от кор. 금호타이어, Кымхо — «Шёлковое озеро», псевдоним основателя компании) — южнокорейская компания, входящая в топ-20 крупнейших мировых производителей шин. Была основана в 1960 году под именем Samyang Tire бизнесменом Пак Инчхоном (кор. 박인천) в городе Кванджу (Южная Корея). В настоящее время[когда?] входит в конгломерат компаний Kumho Asiana Group наряду со второй по величине корейской авиакомпанией Asiana Airlines.

## История
История компании Kumho Tire ведет отсчет с 1960 года. В то время эта небольшая частная компания, основанная южнокорейским бизнесменом Пак Инчхоном, выпускала всего порядка 20 шин в день. Но момент для выхода на рынок был выбран верно — после окончания Корейской войны 1950—1953 гг. внутренний автопарк страны стремительно рос, а вместе с ним рос и спрос на комплектующие. Качество исполнения шин Kumho, их приемлемая цена стали основными факторами увеличения оборотов компании. Уже через 5 лет Kumho Tire вышла на внешний рынок, отгрузив первую партию шин в Таиланд на сумму 7700 долларов.
В 1963 году руководство Kumho Tire наладило связи с одним из мировых лидеров по производству шин, американской компанией Uniroyal, и в результате внедрения новых технологий качество изготовления шин Kumho поднялось на новую высоту. Получив в 1966 году сертификат Министерства транспорта США, южнокорейская компания начинает активно осваивать международный рынок.
К настоящему времени[когда?] компания имеет три современных завода в Южной Корее (в городах Пхёнтхэк, Коксон и Кванджу), три — в Китае (в городах Тяньцзинь, Чанчунь и Нанкин), один — во Вьетнаме. В Кванджу также расположен крупнейший из научно-исследовательских центров компании. Кроме него, Kumho Tires также имеет собственные центры исследований и разработок в США, Англии, Германии и Китае.
Kumho Tires имеет глобальную дистрибьюторскую сеть.

## Этапы развития

### 1960—1970-е гг.
1960 год, сентябрьОснование компании Пак Инчхоном в городе Кванджу (Южная Корея).
1961 годНачат выпуск шин.
1963 год, январьНалажены технологические связи с одним из трех крупнейших американских производителей шин компанией Uniroyal Tire Co., Ltd.
1963 год, апрельПервой среди корейских производителей компания начинает выпуск шин для легковых автомобилей(типоразмер 560/13).
1965 год, октябрьОтгрузка на экспорт первой партии товара (поставлено 200 шин в Таиланд на сумму 7700 долларов).
1966 год, мартПолучен сертификат DOT Министерства транспорта США.
1969 год, январьРазработана зимняя шина.

### 1970—1980-е гг.
1971 год, январьСдан в эксплуатацию завод Сейджан.
1974 годЗакончено строительство завода в городе Кванджу.
1974 год, сентябрьЗавод Сейджан полностью достроен и сюда перемещен головной офис компании.
1975 годРазрабатываются радиальные шины и шины для самолётов.
1976 годПолучение листинга на Корейской фондовой бирже.
1976 год, апрельУспешный тест новых шин для самолётов.
1976 год, декабрьЗа год компания изготовила 1 000 000 шин, рекорд для промышленности Кореи.
1977 год, январьЗаложен второй завод Сейджан.
1979 год, ноябрьНа 5-й национальной церемонии награждения производителей Korea Quality Control Award компания получает главный приз.

### 1980—1990-е гг.
1980 годKumho Tires сертифицирована General Motors в качестве поставщика шин для автомобилей, производимых на экспорт. Выпускается более 20 млн шин в год, выручка от экспорта —100 000 000 долларов.
1982 годОснован Центр исследований и разработок в г. Кванджу.
1982 годНачалась разработка цветных шин серии Rainbow 888 (красных, синих, зеленых).
1983 год, июльВыпускается более 30 млн шин в год.
1984 годПолучение главного приза за улучшение производительности.
1984 год, июньСмерть Пак Инчхона, президента и основателя компании.
1984 год, сентябрьКомпания объединяется с Kumho Industry Co, Ltd. и получает имя Kumho Co., Ltd.
1985 год, октябрьГоловной офис перемещён из Сейджана в Сеул.
1987 год, мартПолучение Президентской премии за внедрение в производство энергосберегающих технологий.
1988 год, августПодтверждение сертификата DOT Министерства транспорта США.
1989 годПостроены испытательный полигон и Научно-исследовательский центр на заводе в г. Коксон, компания фокусирует усилия на улучшении характеристик своих шин.

### 1990—2000-е гг.
1990 годВ Акроне, штат Огайо, основан американский Научно-исследовательский технологический центр Kumho (KATC — Kumho America Technical Center).
1990 год, майЗавод в Коксоне получил корейский сертификат качества KS mark.
1990 год, сентябрьПоступили в продажу высокоскоростные шины Power Racer 60/65.
1990 год, декабрьОбщий объём производства превысил 100 млн шин.
1991 год, мартШины VR 50-й серии получили сертификат Евросоюза E1 mark.
1991 год, августНачато производство мячей для гольфа.
1991 год, октябрьЗимняя шина Izen поступила в продажу.
1991 год, декабрьПодписан контракт с Uniroyal Goodrich Tire Company (Акрон, США) на использование бренда и технологических патентов.
1992 год, январьОрганизация производства на заводе в Коксоне была признана наиболее экологичной среди корейских компаний.
1992 год, февральАмериканскими авиалиниями успешно проведены испытания шин Kumho для пассажирских самолётов.
1992 год, августКомпания вошла в Топ-10 крупнейших мировых производителей шин.
1993 год, январьУчастие в ралли Париж — Дакар.
1993 год, мартРазработка первой корейской высокоскоростной шины (маркировка ZR, максимальная скорость — от 150 миль в час) диаметром 32 дюйма.
1993 год, октябрьТоповая шина Xelex поступила в продажу, впервые в Корее запущена система свободного обмена купленного товара.
1993 год, ноябрьВыпускается более 20 млн шин в год, выручка от экспорта — 500 000 000 долларов.
1994 год, февральЗаводы в Кванджу и Коксоне получили сертификат ISO 9001, подтверждающий соответствие международным требованиям к системе менеджмента качества организаций и предприятий.
1995 год, мартШина с пониженным уровнем шума Auto Power поступила в продажу.
1995 год, мартМодернизированная высокоскоростная шина Power Racer II поступила в продажу. Выделен участок для строительства жилья, предназначенного для работников завода в Коксоне.
1995 год, апрельВыделен участок для строительства завода в городе Нанкин (Китай).
1995 год, августЗавод в Коксоне получил британский сертификат экологического менеджмента BS 7750.
1995 год, октябрьМодернизированная зимняя шина Izen II поступила в продажу.
1996 год, мартКоммерческое название фирмы изменено на Kumho Tires Co., Ltd.
1996 год, июльДостроен жилой комплекс для работников завода в Коксоне.
1996 год, сентябрьЗавод в Кванджу первым среди корейских шинных заводов получил сертификат ISO 14001, подтверждающий соответствие международным требованиям к системам экологического менеджмента.
1997 год, мартМодернизированная новая модель шины Xelex поступила в продажу.
1997 год, апрельПостроен завод в г. Тяньцзинь (Китай).
1997 год, июньПолучен сертификат качества компании Боинг D1-9000 BQS.
1997 год, сентябрьПолучение национального сертификата «Компания с лучшим послепродажным сервисом» в своей отрасли.
1998 год, апрельШина комфорт-класса Solus поступила в продажу.
1998 год, июльОткрыт европейский Научно-исследовательский технологический центр Kumho (KETC — Kumho European Technical Center) в Бирмингеме (Великобритания).
1998 год, июльПолучен сертификат QS 9000.
1999 год, февральКомпании Kumho Construction Co., Ltd., и Kumho Tire Co., Ltd., объединены в Kumho Industrial Co., Ltd.
1999 годЧетвёртой среди мировых производителей компания разработала шину с применением технологии run flat, позволяющей водителю продолжать движение даже после прокола.
1999 годРазработана первая автоматизированная рабочая линия.

### 2000—2010-е гг.
2000 годРазработана автоматизированная рабочая линия для производства высокоскоростных шин. Kumho стали официальными шинами для гонки Суперприз Кореи международной серии Формулы-3.
2001 годПолучен сертификат Ассоциации автомобильной промышленности Германии (Verband der Automobilindustrie e.V). Американский Научно-исследовательский технологический центр Kumho (KATC — Kumho America Technical Center) модернизирован и расширен.
2002 годВ рейтинге J.D. Power and Associates (американской компании, исследующей мировой рынок) Kumho занимает второе место по уровню удовлетворенности владельцев транспортных средств её продукцией. Компания становится официальным поставщиком шин гонки Masters Формулы-3. Разработана первая в мире 26-дюймовая высокоскоростная шина.
2003 год9-е место в рейтинге мировых шинных производителей. На заводе в г. Пхёнтхек (Южная Корея) открыта автоматизированная рабочая линия. Компания становится официальным поставщиком шин Евросерии Формулы-3. Производство шин Kumho Tires отделяется от головной компании Kumho Industry Co., Ltd.
2004 годОбщий объём экспорта достигает 800 млн долларов. Компания получает сертификат ISO/TS 16949. Первой среди корейских компаний Kumho получает экологический сертификат EPD (Environmental Product Declaration).
2005 годОбщий объём экспорта достигает 1 млрд долларов. Проведена церемония заложения первого камня Китайского технологического центра Kumho (KCTC — Kumho China Technical Center) в Тяньцзине. Головной офис американского подразделения Kumho перемещен в Ранчо-Кукамонга, Калифорния. Kumho Tires получает листинг на Корейской фондовой бирже и Лондонской фондовой бирже.
2006 годВ Китае открыто представительство продаж Kumho. Начало строительства завода во Вьетнаме. Первой среди мировых производителей компания разрабатывает 32-дюймовую высокоскоростную шину. Достроены Китайский технологический центр Kumho (KCTC — Kumho China Technical Center) и завод в Тяньцзине. В Корее открыт Музей истории шины, первый в своем роде.
2007 годРазработка прототипа шин для Формулы-1. Закончено строительство завода в городе Чанчунь (Китай). Во Вьетнаме открыт завод по переработке натурального каучука. Шины Kumho для гражданской авиации получили сертификат KTSO. Начато строительство фабрики по производству шин для автобусов и грузовых автомобилей в Нанкине (Китай). Начало поставки шин для комплектации легковых автомобилей Mercedes Benz. Заключение соглашения о спонсорской поддержке футбольной команды Манчестер Юнайтед.
2008 годПолучение сертификата TSO от Федерального управления гражданской авиации США (Federal Aviation Administration, FAA). В Китае начинается продажа профессиональных шин. Kumho становится поставщиком шин первичной комплектации для автомобилей Ford (США). Достроена фабрика во Вьетнаме и Центральный научно-исследовательский технологический центр Kumho в Кванджу. В промышленной зоне Sofkee (Макон, Джорджия, США) выделено 127 актов земли для постройки завода, планируемая прибыль производства — 225 млн долларов.
2009 годНачало поставки шин для комплектации грузовых автомобилей автомобилей Mercedes Benz, впервые для корейских производителей.

### 2010—по настоящее время
2010 годВ национальном рейтинге удовлетворенности потребителей Korea’s Customer Satisfaction Index (KCSI) компания 6 лет подряд занимает первое место в категории «Шины для легковых автомобилей». Празднование 50-летия компании. Шина премиум-класса Majesty Solus выпущена в продажу. Открыты официальные страницы в Twitter и Facebook. На крупнейшей мировой выставке шин Tire Technology Expo (2010) компания выигрывает приз в категории «Инновационный дизайн и производство шин».
2011 годЧетыре года подряд Kumho получает самый высокий среди корейских производителей индекс потребительской лояльности NPS (англ. Net Promoter Score) в категории «Шины для легковых автомобилей». Компания становится спонсором футбольного клуба «Гамбург» (Германия). На выставке Seoul Motor Show 2011 презентация шин Kumho была выполнена в виде «автомобиля-невидимки». В мае 2011 года появился официальный символ компании — белый человечек TTORHO.
2012 годВыпущена эко-шина Ecowing S. Компания начала поставлять шины для автомобилей BMW GP II. Участие в социальной программе «Розовая лента — марафон любви», направленной на донесение до людей актуальности проблемы рака. Выставка новых шин Kumho в ангаре авиакомпании Asiana Airlines, второй дочерней компании концерна Kumho Asiana Group.
2013 год, сентябрьОткрытие 5-го Научно-исследовательского и технологического центра Kumho (Сеул, Южная Корея). Новый центр становится главным и будет осуществлять координацию между всеми остальными: американским Kumho Tire American Technical Center (Акрон, Огайо), европейским Kumho Tire Europe Technical Centre (Франкфурт, Германия), китайским Kumho Tire China Technical Centre (Тяньцзинь, Китай) и корейским Kumho Tire Performance Center в Кванджу.
2013 год, октябрьПервой в мире компания начинает использовать RFID-метки (англ. Radio Frequency IDentification, радиочастотная идентификация) для всей своей продукции.
2014 год, январьНачат выпуск так называемых «самогерметизирующихся шин» (при повреждении шины слой специального герметика внутри автоматически «запечатывает» прокол и она может использоваться дальше в течение всего срока своей службы), продукция ориентирована на внутренний рынок страны.
2014 год, мартКомпания становится официальным спонсором Национальной баскетбольной организации (NBA). На Международном автомобильном салоне в Германии (IAA) модели высокоскоростных шин ECSTA PS91 и ECSTA HS91 получили престижную награду «iF Product Design Award».